# Ritterkanton Niederrhein

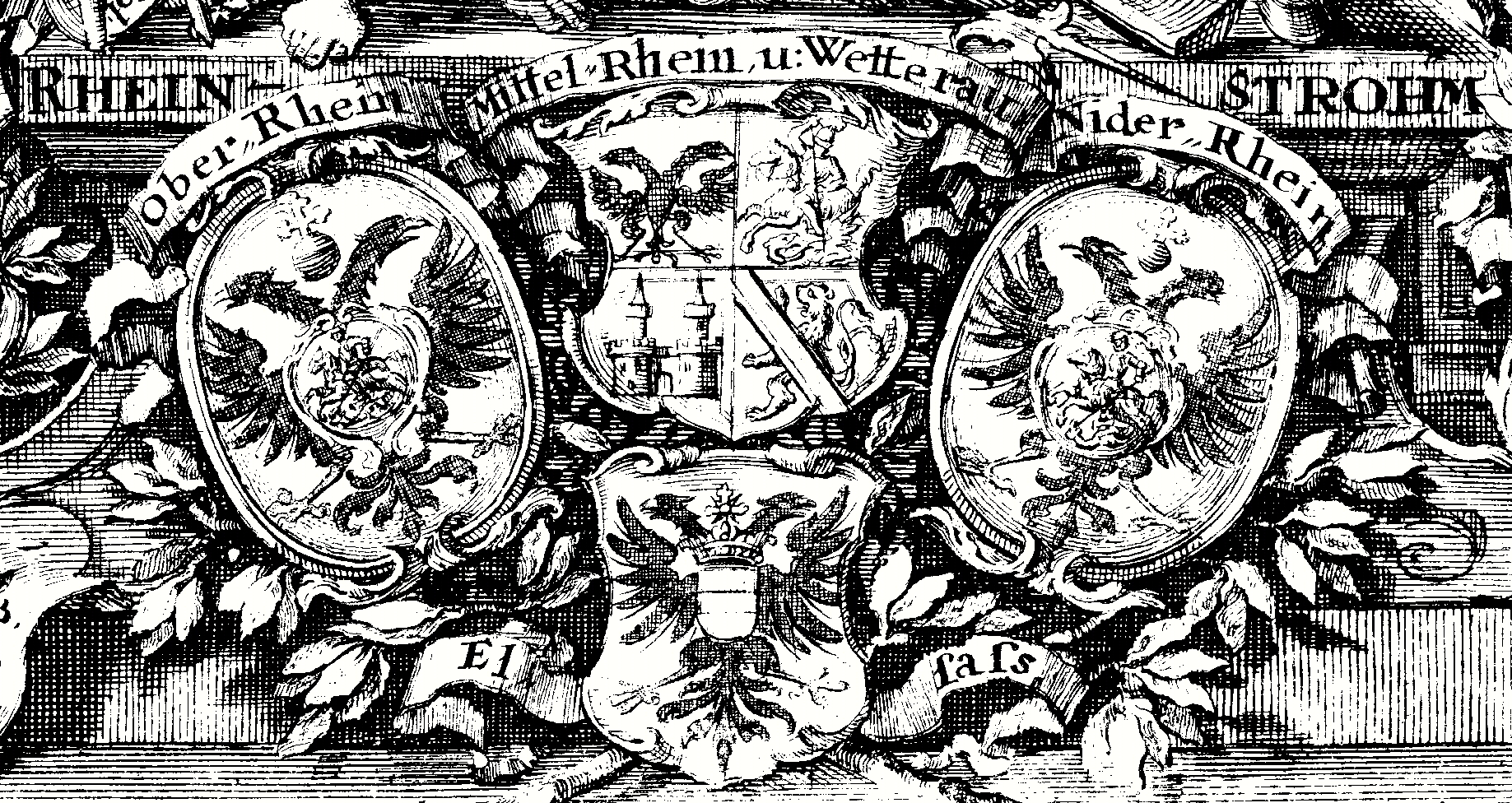
Wappen der drei Kantone des Ritterkreises Rhein

Der Ritterkanton Niederrhein (zeitgenössisch Niederrheinstrom) war ein Ritterkanton innerhalb des Ritterkreises Rhein im Heiligen Römischen Reich in der Frühen Neuzeit bis zur Auflösung im Reichsdeputationshauptschluss 1803. Die Kanzlei lag in Koblenz.
Die freie Reichsritterschaft in Südwestdeutschland gliederte sich seit dem 16. Jahrhundert in einen rheinischen, fränkischen und schwäbischen Ritterkreis, welche sich wiederum aus verschiedenen Kantonen zusammensetzten. Obwohl reichsunmittelbar hatten die Kooperationen keine Reichsstandschaft. Der Ritterkreis am Rheinstrom untergliederte sich in die „Orte“ oder Kantone Oberrheinstrom, Mittelrheinstrom und Niederrheinstrom. Mit der geringsten Fläche und dem kleinsten Bevölkerungsanteil stellten die rheinischen Kantone das schwächste Element in der organisierten Reichsritterschaft dar.
Mit der französischen Besetzung und dem Frieden von Lunéville von 1801 fielen die linksrheinischen Herrschaften des Ritterkantons Niederrhein an Frankreich.

## Mitglieder
Neben reichsritterlichen Familien im engeren Sinne gehörten dem Kanton auch Freiherrn, andere Adelige oder gar Klöster an. Dies konnte sein, weil die Familien später Adelserhebungen erfahren hatten oder wenn Teile des Besitzes aus ehemaligen reichsritterschaftlichen Herrschaften bestanden.
Mitglieder waren unter anderem die Freiherren von Breidbach, die Herrschaft Schweppenhausen, die Herrschaften Adendorf, Ahrenthal, Arenfels, Blieskastel, Burgfriede, Clodt zu Ehrenberg, die Herren von Dalberg, die Herrschaft Ehrenburg, die Freiherren von Fürstenwärther, die Freiherren von Heddesdorf, die Freiherren von Hees, die Reichsritter von Hohenfeld, die Reichsherrschaft Hüttersdorf, die Herrschaft Illingen, die Freiherren von Ingelheim, die Freiherren von Kesselstatt, die Freiherren von Kerpen, die Freiherren von Breiten-Landenberg, die Freiherren von der Leyen, die Herrschaft Lösnich, das Kloster Marienberg, die Ganerbschaft Martinstein, die Herrschaft Medelsheim, die Herrschaft Münchweiler, die Freiherren von Reifenberg, die Reichsritter Requile, die Herrschaft Scharfeneck, die Freiherren von Schmidtburg zu Weiler und die Familie von Kellenbach.